# Nordiska Kompaniet

Firmenlogo

AB Nordiska Kompaniet, kurz NK, ist eine Warenhauskette in Schweden mit Filialen in Stockholm und Göteborg.

## Das Haus in Stockholm

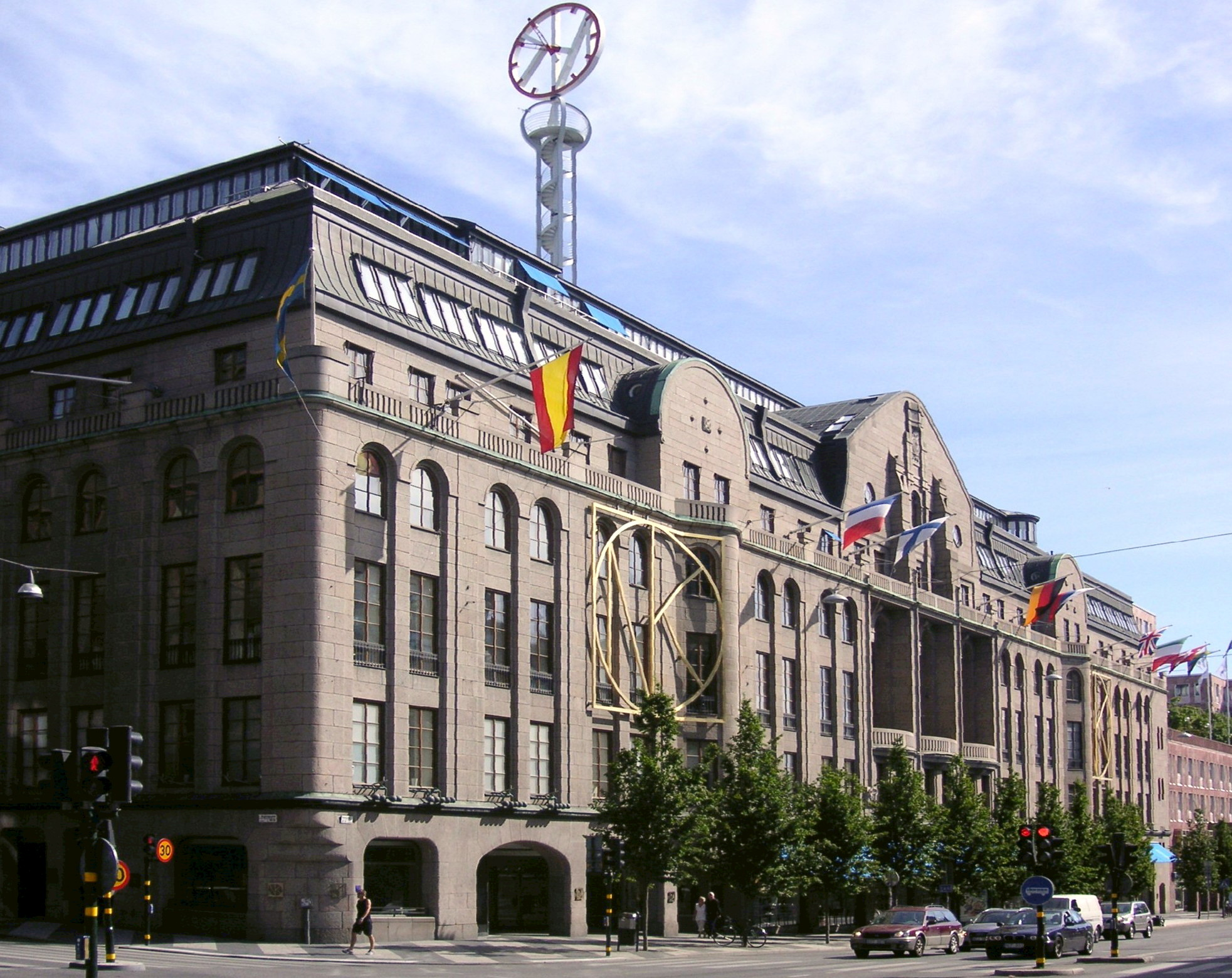
NK, Hamngatan in Stockholm, Sommer 2007

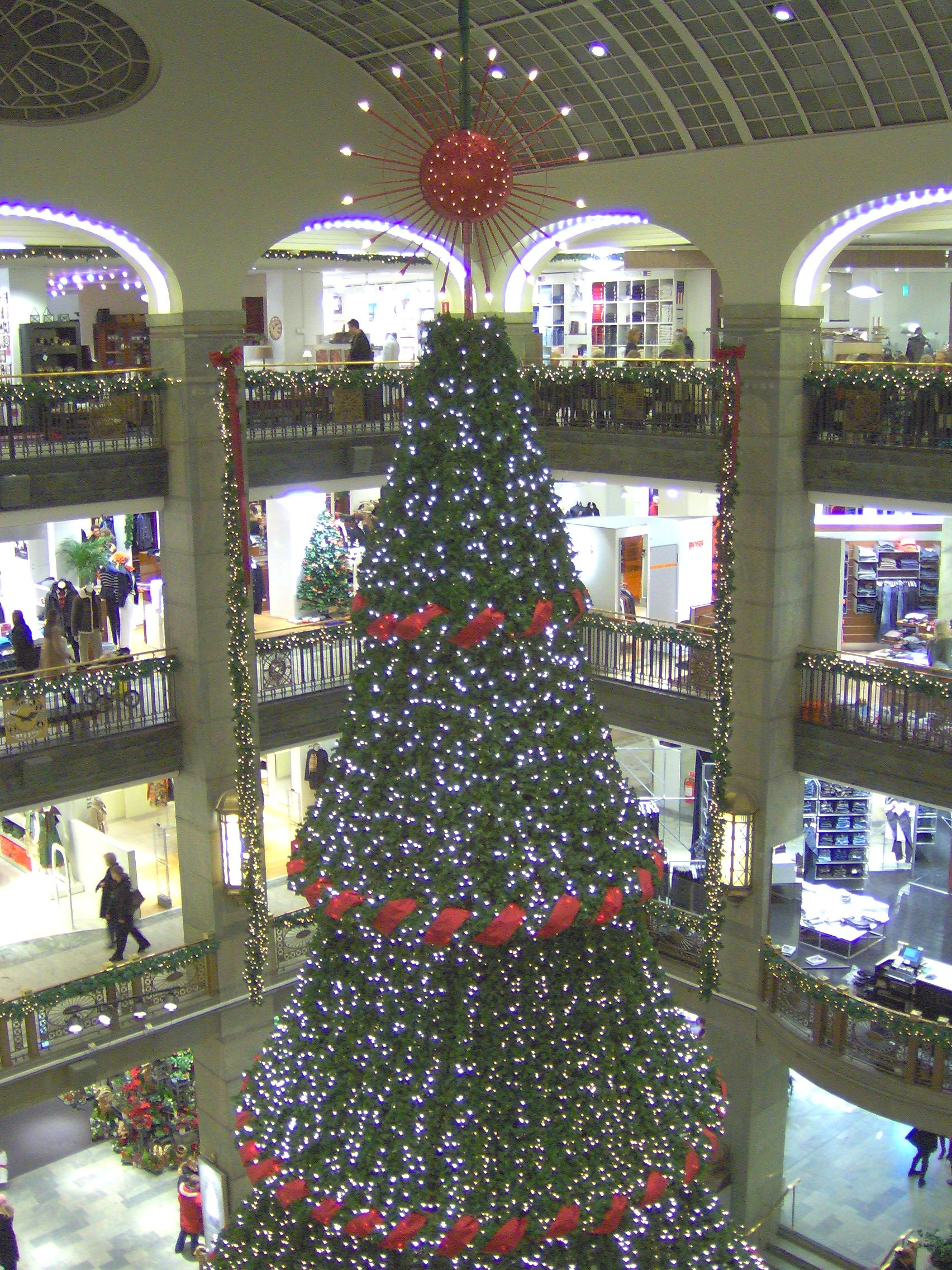
NKs Innenhof, Weihnachten 2005

Das Warenhaus in Stockholm an der Hamngatan wurde im September 1915 eröffnet. Der Architekt des Hauses, Ferdinand Boberg, hatte sich auf Studienreisen in den USA und in Europa inspirieren lassen, wobei die Warenhäuser Harrods in London (1894–1903), Galeries Lafayette (1893) in Paris und das KaDeWe (1905) in Berlin ihm als Vorbild dienten. Die Formensprache zeigt deutliche Einflüsse des deutschen Jugendstils. Die Etagen sind, wie bei seinen europäischen Vorbildern, um einen glasgedeckten Innenhof angeordnet, der heute noch sein Interieur mit Marmor und Messing erhalten hat. Hier wurde auch Schwedens erste mechanische Rolltreppe installiert. Es sollte das moderne Kaufhaus der gehobenen Klasse sein und wurde es auch.

## Geschichte und Organisation
Das Unternehmen AB Nordiska Kompaniet wurde 1902 durch eine Zusammenlegung der Detailhandelsunternehmen von K. M. Lundberg und Joseph Leja gegründet. Gründer war Josef Sachs (1872–1949), der 1893 seinem Vater Simon Sachs als Leiter des Unternehmens Joseph Leya gefolgt war und auch 1915–1937 als Generaldirektor des Stockholmer Hauses wirkte (seine Porträtbüste befindet sich im Erdgeschoss). Benjamin Leja, der Großvater mütterlicherseits des Simon Sachs war als deutsch-jüdischer Zuwanderer nach Schweden gekommen.
NKs wohlbekanntes Logo wurde 1902 von David Blomberg entworfen und hat sich seitdem nicht geändert. Während verschiedener expansiver Perioden hatte man Filialen in u. a. 1908 in Sankt Petersburg, 1913 in Moskau und 1920 in Buenos Aires. Auch in Schweden starteten neue Filialen: 1960 in Farsta, 1963 in Malmö, 1971 in Göteborg und 1974 in Täby. Doch wie in Deutschland bekamen die großen Warenhäuser auch in Schweden ökonomische Schwierigkeiten. 1976 fusionierte das Unternehmen mit seinem ärgsten Konkurrenten Åhlén & Holm, später wurde es ein Tochterunternehmen des Bauunternehmens NCC AB. In der Folge wurden alle Warenhäuser, mit Ausnahme des Stammhauses in Stockholm und der Filiale in Göteborg, geschlossen. Im Jahr 1991 wurde NK schließlich zu einem reinen Immobilienunternehmen, welches unter dem Logo von NK Räumlichkeiten an verschiedene eigenständige Handelsunternehmen vermietet (Franchising).
Das Haus in Stockholm zählt jährlich etwa zwölf Millionen Besucher, das in Göteborg etwa drei Millionen. Beide Häuser haben zusammen ca. 1200 Angestellte. Ein alljährlicher Höhepunkt sind NKs weihnachtliche Schaufensterdekorationen in Stockholm.
Am 10. September 2003 wurde im NK Stockholm die damalige schwedische Außenministerin Anna Lindh Opfer eines Attentats und starb am darauf folgenden Tag.

## NK Kunst und Design
Von den frühen 1930er Jahren bis ca. 1970 hatte NK große Bedeutung für die schwedische Kunstindustrie und für schwedische Designer. Bei NK-Bo (Wohnen) unter Lena Larsson begannen die Karrieren einiger junger Talente, z. B. Stig Lindberg, Yngve Ekström und Bertil Vallien. Für NK-Textilkammare (Textilienabteilung) schuf Astrid Sampe zahlreiche legendäre Stoffmuster.